# Gran Premio d'Azerbaigian
Il Gran Premio d'Azerbaigian è una gara automobilistica di Formula 1 che si svolge, a partire dal 2017, sul circuito di Baku, capitale dell'Azerbaigian.

## Storia
La volontà del governo azero di ospitare una gara valida per il campionato mondiale di Formula 1 era stata espressa già nel maggio del 2014, quando il ministro dello sport aveva annunciato che, dal 2015, il suo Paese avrebbe ospitato una gara del campionato mondiale, da tenersi su un circuito cittadino disegnato per le vie della capitale, Baku. Successivamente è stato annunciato che il Gran Premio sarebbe stato inserito nel calendario, per la stagione 2016 ma, come prima edizione, assunse la denominazione di Gran Premio d'Europa.
Gli organizzatori del Gran Premio, al termine della stagione 2016, chiesero alla FIA di poter modificare la denominazione della gara in Gran Premio d'Azerbaigian, a partire dal 2017. La Federazione ha concesso il cambiamento del nome, che così è entrata per la prima volta nella lista dei Gran Premi validi per il mondiale. La prima edizione si è tenuta il 25 giugno 2017, quale ottava prova del Campionato mondiale di Formula 1, e ha visto il trionfo di Daniel Ricciardo su Red Bull.
Nel campionato 2020 il Gran Premio non venne disputato a causa della pandemia di COVID-19. Nel 2023 ospita una delle sei Sprint della stagione, oltre a diventare il primo Gran Premio della storia della Formula 1 oggetto di una sessione di qualifica denominata "Sprint Shootout" volta a definire la griglia di partenza della Sprint dopo il cambio di formato per quei Gran Premi dove è prevista la disputa della gara breve. Nella stagione 2026 il Gran Premio si svolge nella giornata del sabato per evitare la concomitanza con la festa nazionale.

## Albo d'oro
| Anno | Circuito      | Pilota           | Vettura             | Resoconto     |
| ---- | ------------- | ---------------- | ------------------- | ------------- |
| 2017 | Baku          | Daniel Ricciardo | Red Bull-TAG Heuer  | Resoconto     |
| 2018 | Baku          | Lewis Hamilton   | Mercedes            | Resoconto     |
| 2019 | Baku          | Valtteri Bottas  | Mercedes            | Resoconto     |
| 2020 | Non disputato | Non disputato    | Non disputato       | Non disputato |
| 2021 | Baku          | Sergio Pérez     | Red Bull-Honda      | Resoconto     |
| 2022 | Baku          | Max Verstappen   | Red Bull-RBPT       | Resoconto     |
| 2023 | Baku          | Sergio Pérez     | Red Bull-Honda RBPT | Resoconto     |
| 2024 | Baku          | Oscar Piastri    | McLaren-Mercedes    | Resoconto     |

## Statistiche
Le statistiche si riferiscono alle sole edizioni valide per il campionato del mondo di Formula 1 e sono aggiornate al Gran Premio d'Azerbaigian 2024.

### Vittorie per pilota
| Pos. | Pilota           | Vittorie |
| ---- | ---------------- | -------- |
| 1    | Sergio Pérez     | 2        |
| 2    | Daniel Ricciardo | 1        |
| =    | Lewis Hamilton   | 1        |
| =    | Valtteri Bottas  | 1        |
| =    | Max Verstappen   | 1        |
| =    | Oscar Piastri    | 1        |

### Vittorie per costruttore
| Pos. | Costruttore | Vittorie |
| ---- | ----------- | -------- |
| 1    | Red Bull    | 4        |
| 2    | Mercedes    | 2        |
| 3    | McLaren     | 1        |

### Vittorie per motore
| Pos. | Motore    | Vittorie |
| ---- | --------- | -------- |
| 1    | Mercedes  | 3        |
| 2    | RBPT      | 2        |
| 3    | TAG Heuer | 1        |
| =    | Honda     | 1        |

### Pole position per pilota
| Pos. | Pilota           | Pole |
| ---- | ---------------- | ---- |
| 1    | Charles Leclerc  | 4    |
| 2    | Lewis Hamilton   | 1    |
| =    | Sebastian Vettel | 1    |
| =    | Valtteri Bottas  | 1    |

### Pole position per costruttore
| Pos. | Costruttore | Pole |
| ---- | ----------- | ---- |
| 1    | Ferrari     | 5    |
| 2    | Mercedes    | 2    |

### Pole position per motore
| Pos. | Motore   | Pole |
| ---- | -------- | ---- |
| 1    | Ferrari  | 5    |
| 2    | Mercedes | 2    |

### Giri veloci per pilota
| Pos. | Pilota           | GPV |
| ---- | ---------------- | --- |
| 1    | Sebastian Vettel | 1   |
| =    | Valtteri Bottas  | 1   |
| =    | Charles Leclerc  | 1   |
| =    | Max Verstappen   | 1   |
| =    | Sergio Pérez     | 1   |
| =    | George Russell   | 1   |
| =    | Lando Norris     | 1   |

### Giri veloci per costruttore
| Pos. | Costruttore | GPV |
| ---- | ----------- | --- |
| 1    | Ferrari     | 2   |
| =    | Mercedes    | 2   |
| =    | Red Bull    | 2   |
| 4    | McLaren     | 1   |

### Giri veloci per motore
| Pos. | Motore   | GPV |
| ---- | -------- | --- |
| 1    | Mercedes | 3   |
| 2    | Ferrari  | 2   |
| 3    | Honda    | 1   |
| =    | RBPT     | 1   |

### Podi per pilota
| Pos. | Pilota           | Podi |
| ---- | ---------------- | ---- |
| 1    | Sergio Pérez     | 4    |
| 2    | Valtteri Bottas  | 2    |
| =    | Lewis Hamilton   | 2    |
| =    | Sebastian Vettel | 2    |
| =    | George Russell   | 2    |
| =    | Max Verstappen   | 2    |
| =    | Charles Leclerc  | 2    |
| 8    | Lance Stroll     | 1    |
| =    | Daniel Ricciardo | 1    |
| =    | Kimi Räikkönen   | 1    |
| =    | Pierre Gasly     | 1    |
| =    | Oscar Piastri    | 1    |

### Podi per costruttore
| Pos. | Costruttore  | Podi |
| ---- | ------------ | ---- |
| 1    | Red Bull     | 6    |
| =    | Mercedes     | 6    |
| 3    | Ferrari      | 4    |
| 4    | Williams     | 1    |
| =    | Force India  | 1    |
| =    | Aston Martin | 1    |
| =    | AlphaTauri   | 1    |
| =    | McLaren      | 1    |

### Podi per motore
| Pos. | Motore    | Podi |
| ---- | --------- | ---- |
| 1    | Mercedes  | 10   |
| 2    | Ferrari   | 4    |
| =    | RBPT      | 4    |
| 4    | Honda     | 2    |
| 5    | TAG Heuer | 1    |

### Punti per pilota
| Pos. | Pilota           | Punti |
| ---- | ---------------- | ----- |
| 1    | Sergio Pérez     | 100   |
| 2    | Lewis Hamilton   | 77    |
| 3    | Charles Leclerc  | 71    |
| =    | Max Verstappen   | 71    |
| 5    | Sebastian Vettel | 65    |
| 6    | Fernando Alonso  | 45    |
| 7    | Valtteri Bottas  | 43    |
| 8    | George Russell   | 40    |
| 9    | Carlos Sainz Jr. | 38    |
| 10   | Daniel Ricciardo | 31    |
| =    | Lando Norris     | 31    |

### Punti per costruttore
| Pos. | Costruttore  | Punti |
| ---- | ------------ | ----- |
| 1    | Red Bull     | 173   |
| 2    | Mercedes     | 160   |
| 3    | Ferrari      | 138   |
| 4    | McLaren      | 78    |
| 5    | Aston Martin | 56    |
| 6    | AlphaTauri   | 32    |
| 7    | Williams     | 29    |
| 8    | Force India  | 23    |
| 9    | Alpine       | 15    |
| 10   | Renault      | 10    |
| =    | Racing Point | 10    |

### Punti per motore
| Pos. | Motore       | Punti |
| ---- | ------------ | ----- |
| 1    | Mercedes     | 326   |
| 2    | Ferrari      | 156   |
| 3    | RBPT         | 122   |
| 4    | Honda        | 61    |
| 5    | Renault      | 47    |
| 6    | TAG Heuer    | 25    |
| 7    | BWT Mercedes | 10    |